# Генькенёва, Надежда Михайловна
Надежда Михайловна Генькенёва, в девичестве Мыськив (родилась 7 марта 1988 в Хабаровске) — российская футболистка, защитница и полузащитница. Выступала за сборную России. Неоднократная рекордсменка Книги рекордов Гиннесса по футбольному фристайлу и чеканке мяча.

## Биография

### До начала футбольной карьеры
С детства занималась танцами и гимнастикой, была чемпионкой Алтайского края по бальным танцам. В футбол попала в возрасте 11 лет стараниями своего отца Михаила Севериновича, ранее также профессионального игрока, заиграв в одной из команд Бийска.
Несмотря на отличную технику, тактических умений у Надежды почти не было: она предпочитала действовать в одиночку, а не работать в команде.

### Клубная карьера
Первым клубом в карьере Надежды стало «Чертаново». Начинала она играть в нападении, потом перешла в полузащиту и освоилась в итоге на позиции защитницы. Затем она продолжила карьеру в одной из самых титулованных женских команд России — красноармейской «Россиянке». Череда травм выбила Надежду из основного состава, хотя она посещала матчи клуба как зритель.
В 2010 году она перешла в красногорский клуб «Зоркий», став перед началом сезона 2011/2012 капитаном команды. Победительница первого дивизиона России 2010 года и лучший игрок турнира; серебряный призёр чемпионата России 2011/12, чемпионка России 2012/13, бронзовый призёр осеннего сезона 2013 года. Всего за свою карьеру Надежда перенесла три большие хирургические операции: последняя состоялась как раз в 2010 году, из-за чего до начала сезона 2011/2012 Надежда не выходила на поле.

### В сборной
В сборной России Надежда провела пять игр. Участвовала в чемпионате Европы 2009 года, заменив травмированную Марию Дьячкову. Вышла на поле в матче с Англией под занавес встречи.

### Семья
В сентябре 2012 года Надежда вышла замуж и отправилась в свадебное путешествие в США. Избранником её стал Иван Генькенёв, он также работает в футбольной сфере (ранее также был игроком).